# Siemysłów
Siemysłów – wieś w Polsce położona w województwie opolskim, w powiecie namysłowskim, w gminie Domaszowice.
W latach 1945–1954 siedziba gminy Siemysłów. W latach 1975–1998 miejscowość administracyjnie należała do ówczesnego województwa opolskiego.

## Nazwa
W 1295 r. w kronice łacińskiej Liber fundationis episcopatus Vratislaviensis miejscowość wymieniona jest jako Symislow oraz Synuslow.

## Części wsi
| SIMC    | Nazwa          | Rodzaj     |
| ------- | -------------- | ---------- |
| 0493630 | Wielka Kolonia | przysiółek |
| 0493646 | Wygoda         | przysiółek |

## Zabytki
Do wojewódzkiego rejestru zabytków wpisany jest:
- Kościół Narodzenia Najświętszej Maryi Panny, drewniany, z 1824 r., 1936 r., wieża murowana z 1862 r.

## Historia

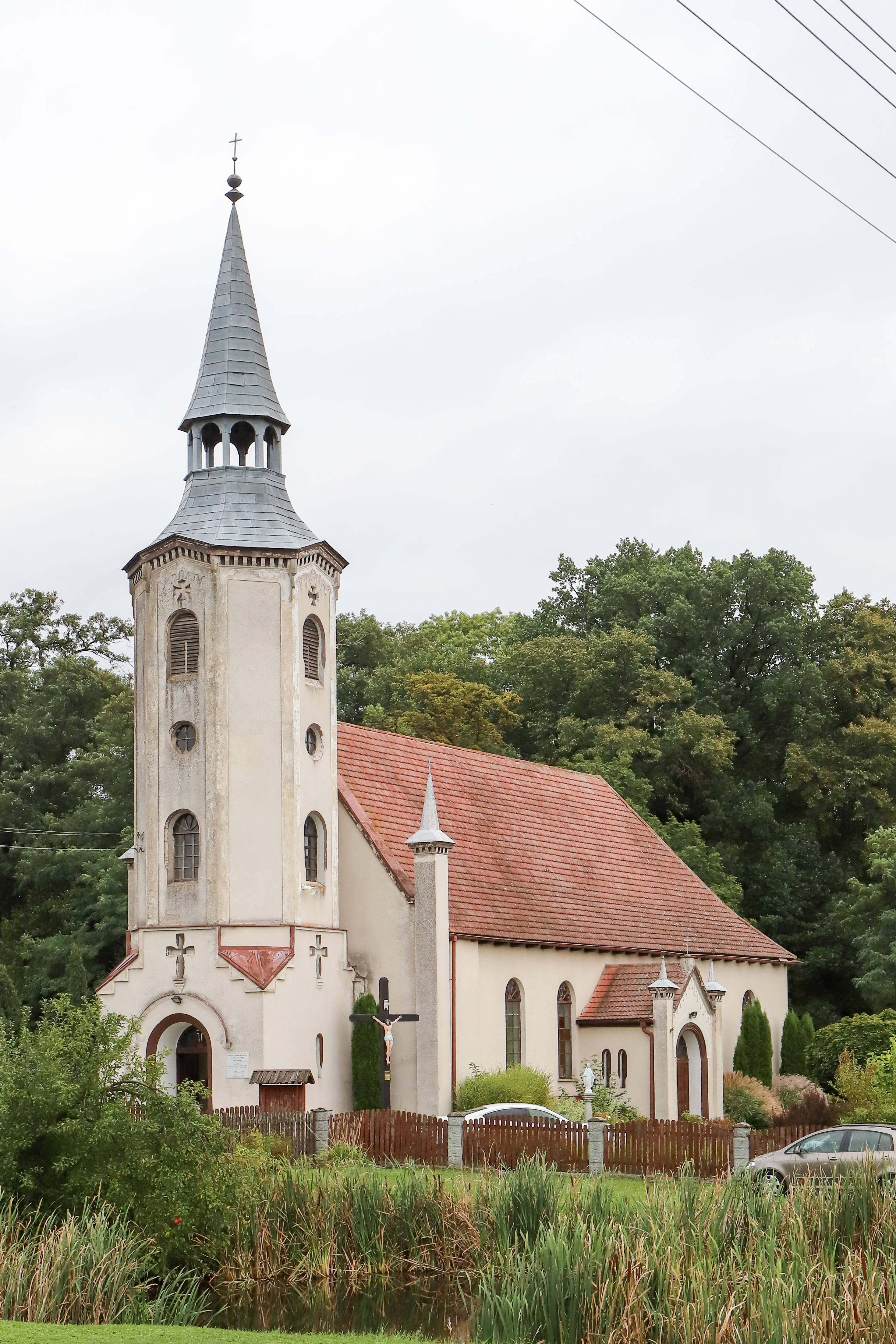
Kościół Narodzenia Najświętszej Maryi Panny

Kościół parafialny w Siemysłowie wymieniany był już w 1353 r. Miejscowość pierwotnie składał się z kilku oddzielnych jednostek: Siemysłowa Wielkiego, Siemysłowa Małego oraz folwarku, do którego należało, wedle twórców Słownik geograficzny Królestwa Polskiego i innych krajów słowiańskich t. 10, osada leśna Oziombel. Wedle danych z 1842 r. (Słownik geograficzny Królestwa Polskiego i innych krajów słowiańskich) Siemysłów Wielki liczył 291 mieszkańców w tym ewangelików 131 i 2 Żydów. Siemysłów Mały w tym czasie zamieszkiwało 247 mieszkańców w tym 121 ewangelików i 3 Żydów. Parafia siemysłowska została wyodrębniona z parafii w Biestrzykowicach i rozpoczęła działalność 1 kwietnia 1903 r. Swym zasięgiem obejmował Stary i Nowy Siemysłów, Wygodę,  Sorzów Pieczyska i Osiek, a także Zębowice z Nasiedlem.
W latach 1944–1945 z rozkazu niemieckich nazistów w najbliższej okolicy wsi wzniesiono ziemne fortyfikacje będące częścią tzw. Linii Barthold zwanej też z niemiecka przedsięwzięciem Bathold (Unternehmen Barthold). W jej budowie wzięli polscy więźniowie skoszarowani w pobliskich Bąkowicach (500 mężczyzn), którzy zostali wzięci do niewoli po powstaniu warszawskim.